# Annéville-la-Prairie
Annéville-la-Prairie é uma comuna francesa na região administrativa de Grande Leste, no departamento de Haute-Marne. Estende-se por uma área de 5,22 km². Em 2010 a comuna tinha 88 habitantes (densidade: 16,9 hab./km²).